# اونجول (چیلدیر)
اونجول (به ترکی استانبولی: Öncül) یک روستا در ترکیه است که در چیلدیر واقع شده‌است.